# 安托萬·布魯尼·當特勒卡斯托
安托萬·布魯尼·當特勒卡斯托（法語：Antoine Bruni d'Entrecasteaux，1737年11月8日－1793年7月21日）是一位法國海軍軍官、探險家，澳洲塔斯馬尼亞州的布魯尼島即以他命名。

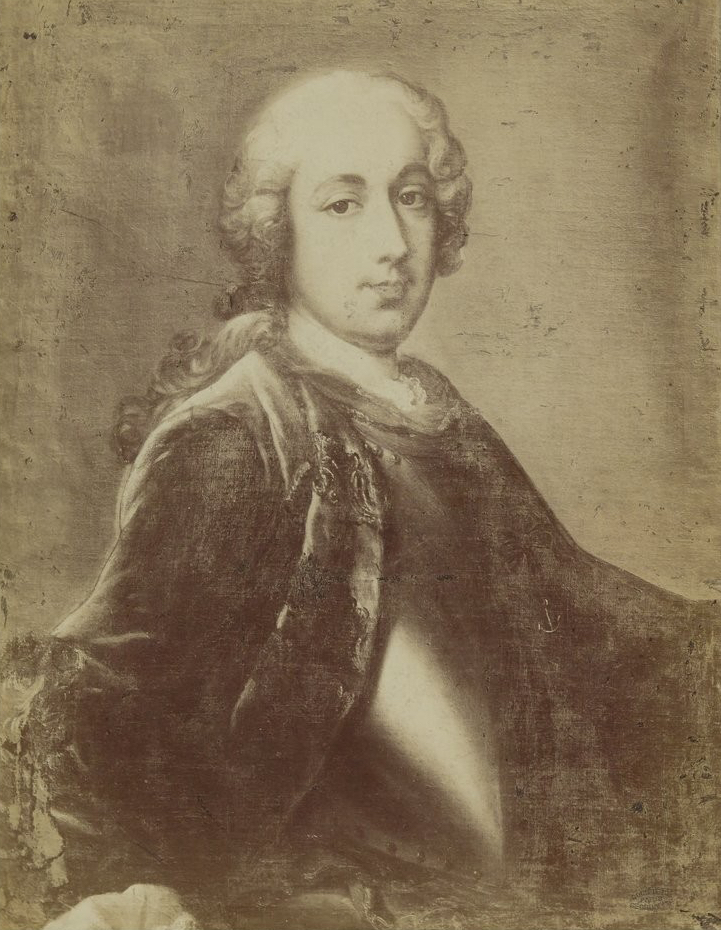
安托萬·布魯尼·當特勒卡斯托

布魯尼·當特勒卡斯托出生於1737年，他的姓氏是複姓「布魯尼·當特勒卡斯托」，後者來自於家族起源地昂特勒卡斯托。1787年至1789年他擔任法蘭西島殖民地（今模里西斯）總督。1791年他被法國政府指派出航，目標是尋找1788年失蹤的航海家拉彼魯茲伯爵。1792年他的船隊抵達塔斯馬尼亞海域，並穿過了布魯尼島以及當特勒卡斯托海峽。在那之後，他的船隊航經太平洋，抵達阿得米拉提群島，繼續尋找拉彼魯茲伯爵。1793年他在俾斯麥群島海岸去世，死因是壞死病。
1. ↑  McLaren, Ian F. (1993). La Perouse in the Pacific, including searches by d’Entrecasteaux, Dillon, Dumont d’Urville : an annotated bibliography. (with an introduction by John Dunmore). Parkville, [Victoria]: University of Melbourne Library. ISBN 0-7325-0601-8
2. ↑  Roche, Jean-Michel. . Group Retozel-Maury Millau. 2005: 325–6. ISBN 978-2-9525917-0-6. OCLC 165892922.